# アゼルバイジャン女子バレーボール・スーパーリーグ
アゼルバイジャン女子バレーボール・スーパーリーグ（アゼルバイジャン語: Azərbaycan Volleybol Superliqası, 英語: Azerbaijan Women's Volleyball Super League）は、アゼルバイジャンの国内女子バレーボールリーグである。リーグは2008年に設立され、アゼルバイジャンバレーボール連盟の強化方針のもとで、短期間にヨーロッパ有数の強豪リーグのひとつとなった
。

## 概要
2008年、アゼルバイジャンバレーボール連盟により開催が決まり、アゼルレイル・バクーとラビタ・バクー及びこの年に新設されたイトゥサチ・バクー、ロコモティフ・バクーの4チームにより第1回のリーグがスタートした。ラビタ・バクーが初代のリーグ覇者となった。
第2回目の2009-10シーズンにはラビタ・バクーが2連覇し、2010-11シーズンもラビタ・バクーが3連覇した。
2011-12シーズンには、新たにLokomotiv BalajaryとVKバクーが加わり、6チームでリーグ戦を行い、4たびラビタ・バクーが優勝した。
2012-13シーズンは2012年10月18日にスタート。新たにTelekom Bakıとアゼリョル・バクー（VKバクーを統合）が加わり、計7チームとなった。4回戦総当たりの試合形式で行われている。
2014年10月22日、リーグ所属のイトゥサチ・バクーが財政面の問題で2014/15シーズンに参加しないと報道された。

## 2016-17シーズン参加チーム
| クラブ名             | ホームタウン |
| -------------------- | ------------ |
| アゼルレイル・バクー | バクー       |
| アゼリョル・バクー   | バクー       |
| ロコモティフ・バクー | バクー       |
| トビリシVK           | トビリシ     |
| テレコム・バクー     | バクー       |

## 歴代優勝チーム
| シーズン | 優勝                 | 準優勝               | 3位                  |
| -------- | -------------------- | -------------------- | -------------------- |
| 2008-09  | ラビタ・バクー       | アゼルレイル・バクー | ロコモティフ・バクー |
| 2009-10  | ラビタ・バクー       | ロコモティフ・バクー | イトゥサチ・バクー   |
| 2010-11  | ラビタ・バクー       | アゼルレイル・バクー | イトゥサチ・バクー   |
| 2011-12  | ラビタ・バクー       | ロコモティフ・バクー | バクー＝アゼリョル   |
| 2012-13  | ラビタ・バクー       | イトゥサチ・バクー   | アゼルレイル・バクー |
| 2013-14  | ラビタ・バクー       | アゼリョル・バクー   | イトゥサチ・バクー   |
| 2014-15  | ラビタ・バクー       | ロコモティフ・バクー | アゼリョル・バクー   |
| 2015-16  | アゼルレイル・バクー | テレコム・バクー     | ロコモティフ・バクー |
| 2016-17  | テレコム・バクー     | アゼルレイル・バクー | アゼリョル・バクー   |

- 2012-13シーズンは、イトゥサチ・バクーとアゼルレイル・バクーが同率2位にランクされた。[3]